# Chùa Sóc Lớn
Chùa Sóc Lớn tên tiếng Pali là Rajamahajetavanaram (Khmer: រាជមហាជេតវនារាម) nghĩa là chùa do Trưởng giả Cấp Cô Độc cùng Thái tử Kỳ Đà trong thành Ba La Nại (thuộc Ấn Độ xưa) xây dựng để dâng cúng Đức Phật tại Hoa viên của Thái tử Kỳ Đà. Chùa còn được gọi là Wat Phum Thum theo tên gọi trong tiếng Khmer, phum thum có nghĩa là Sóc Lớn trong tiếng Khmer.

## Vị trí
Chùa Sóc Lớn tọa lạc tại ấp Sóc Lớn, xã Lộc Khánh, huyện Lộc Ninh, tỉnh Bình Phước.

## Lịch sử

### Sơ lược về lịch sử hình thành
Khi thành lập, chùa có tên là RajamahaJetavanaram. Chùa Rajamahajetavanaram Sóc Lớn do hoà thượng Tuôch Cháp (quê quán ở huyện Prey Chek, tỉnh Svay Rieng, Campuchia) và Ông Lâm Mứt, Lâm Mơm, Lâm Keo, Lâm Duôn cùng Phật tử trong Phum Sóc bắt đầu xây dựng chùa vào năm 1928 đến năm 1931 chùa được hoàn thành , nhưng mãi đến năm 1954 chùa mới làm lễ Khánh thành Sima, chùa có diện tích 42000 m² (bốn mươi hai ngàn mét vuông. Ngoài ra, chùa còn có phần đất rộng lớn khác đó là Nghĩa địa chùa Sóc Lớn và đất Bàu tại ấp Sóc Lớn, được gìn giữ trải qua nhiều thế hệ.
Chùa được hoàn thành và làm lễ kiết giới Sima vào năm 1954 (Phật Lịch năm 2498), được đặt tên bằng tiếng Pali là "Rajamahajetavananram Sóc Lớn". Kể từ đó về sau, chùa đã trở thành trung tâm văn hoá, tôn giáo, tín ngưỡng của cộng đồng người Khmer tại xã Lộc Khánh.
Sau năm 1955, Hoà thượng Tuôch Chap có xây thêm một ngôi tịnh thất tại Lộc Hưng, do bệnh tật và tuổi tác đã cao Ngài đã viên tịch mười năm sau đó (năm 1964).

### Giai đoạn gìn giữ và phát triển (1954 -1973)
Từ năm 1955 – 1973, Ngài Mes Khun (quê ở Prey veng, Campuchia) được các Phật tử thỉnh về làm trụ trì, Ngài ở đây bảo vệ và gìn giữ ngôi chùa cho đến khi viên tịch. Trong cuộc kháng chiến chùa từng là nơi nuôi giấu nhiều chiến sĩ cách mạng
Cùng giai đoạn, đất nước xảy ra chiến tranh loạn lạc. Vào 8h tối năm 1970, chùa đã bị tàn phá bởi 03 quả bom B52. Toàn bộ ngôi Chánh điện đã bị đổ nát hoàn toàn chỉ còn vài tượng Phật. Người dân chỉ xây lại một ngôi chòi tạm bợ để thờ các tượng Phật.

### Giai đoạn khó khăn (1973 - 2008)
Do chiến tranh và chùa đã bị tàn phá, trong khoảng 1973 đến 1994 mặc dù không còn chư Tăng, nhưng Phật tử vẫn cố gắng gìn giữ và bảo vệ khuôn viên chùa. Dưới sự dẫn dắt của Achar Lâm Roi, Phật tử vẫn tiếp tục đến sinh hoạt, thực hành niềm tin tôn giáo. Bên cạnh đó, mỗi khi đến các lễ hội lớn các vị Phật tử vẫn luôn cố gắng thỉnh các sư từ các ngôi chùa khác ngoài tỉnh để làm lễ và thực hiện nghi thức Phật giáo.
Đến cuối năm 1994 Hoà thượng Lâm Yêm – Trụ trì chùa Pothiwong, TP Hồ Chí Minh đã đến đây để sắp xếp và thỉnh Hoà thượng Lý Sang – tỉnh Sóc Trăng về làm trụ trì và tiếp tục xây dựng lại ngôi chùa. Hoà thượng Lý Sang sau khi đến đây, Ngài đã vận động các Phật tử trong Phum Srók xây dựng ngôi Sala để tụng kinh, lễ bái Tam Bảo và tăng xá cho chư Tăng nhằm tạo điều kiện cho chư Tăng có nơi ở hoàn thiện và thuận tiện cho người dân đến sinh hoạt văn hoá tôn giáo. Vào ngày Chủ nhật ngày 15/12/2004, chùa Sóc Lớn đã được UBND tỉnh Bình Phước xếp hạng là di tích lịch sử-văn hóa cấp tỉnh.
Năm 2007 vì lão bệnh, Hoà thượng đã từ giã ban hộ tự và người dân trở về quê hương của mình. Sau đó, Phật tử đã thỉnh Đại đức Thạch Sa Thươl – chùa Ghoshitaram, Bạc Liêu về làm trụ trì, trong khoảng thời gian Ngài an cư tại đây, ngài đã cố gắng hết sức bảo vệ và gìn giữ ngôi chùa cũng như dẫn dắt Phật tử trồng rất nhiều loại cây.

### Giai đoạn phục hưng và tiếp tục phát triển
Vào ngày 17 tháng 5 năm 2009, chùa Sóc Lớn bước sang một trang mới. Hoà thượng Hữu Hinh (chùa Ghoshitaram, Bạc Liêu) đã có sự sắp xếp chu đáo để cử Thượng Toạ Thạch Nê (04-6-1972, Bạc Liêu) về làm trụ trì tại chùa.
Với trọng trách của mình, Ngài đã tổ chức sắp xếp lại chùa trong đó có thành viên ban hộ tự Ông Lâm Ben là trưởng ban, ngoài ra Ông Lâm Búp và Ông Lâm Mứt là Già làng chứng minh và Ông Lâm Roi là Achar

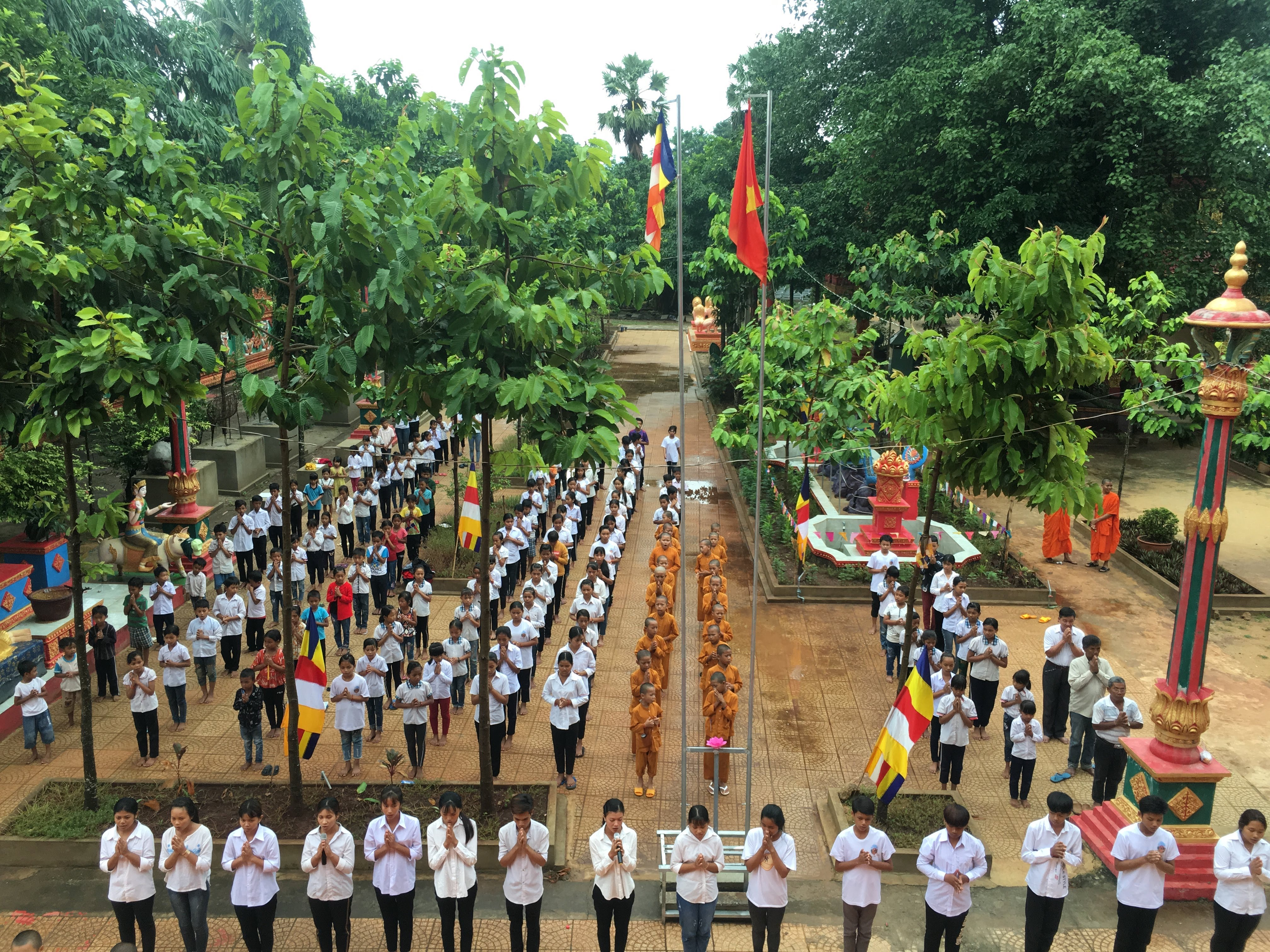
Các em thực hiện nghi thức chào cờ Phật giáo trước khi vào lớp học chữ Khmer hè

Bên cạnh đó, các công việc Phật sự, xây dựng và giáo dục  được Đại Đức Huỳnh Thanh Chính (chùa Đìa Muồng, Bạc Liêu), Đại đức Thạch Thương (Chùa Kim cấu, Bạc Liêu), cùng Đại đức Thạch Ngọc Hận với Ngài trụ trì tiếp tục phát triển thêm các công trình trên khuông viên chùa vô cùng hoang sơ như sau:
- Cổng bao xung quanh chùa vô cùng kiên cố với chạm trổ tinh xảo được xây dựng và hoàn thành năm 2015;
- Vào ngày 8 tháng 7 năm 2012, Ngài được bổ nhiệm chính thức làm trụ trì chùa Sóc Lớn với sự chứng minh của Hoà Thượng Hữu Hinh, Ban hộ tự và Phật tử, chứng kiến của các cấp chính quyền địa phương. Quy trình bổ nhiệm tuân thủ đúng với quy định của Ban trị sự tỉnh Bình Phước;
- Bắt đầu từ ngày 10 – 10 - 2010 đến ngày 10 – 01 – 2015, bắt đầu xây dựng và hoàn thành nhiều công trình như cột đèn điện, bảo tháp đức Phật dưới 2 cây bồ đề, 3 cây thốt nốt đặc biệt là ngôi trường học cho chư tăng phật tử có nơi học tập thuận tiện;
- Ngày 17 tháng 7 năm 2013 khởi công xây dựng ngôi giảng đường lớn ở phía sau khuôn viên chùa;
- Ngày 31 tháng 12 năm 2015, bắt đầu đặt đá xây dựng lại ngôi Chánh điện mới, bên cạnh đó cũng xây dựng lên cảnh quang xung quanh ngôi chùa để cho phật tử đến tham quan và sinh hoạt tôn giáo tại chùa.
Đối với việc trồng người, từ năm 2009 đến 2020 đã xuất gia cho 120 vị Sư  và tạo điện kiện cho con cháu người Khmer tu học tại chùa cũng như các trường phổ thông, đại học, ngoài ra đã nhận nuôi khoảng 250 em giới tử tu học tại Chùa.
Vào mỗi năm, Chùa còn tổ chức nhiều lớp học để cho chư tăng và các con em người Khmer trong Phum Srók đến đây học tập với số lượng dao động từ 250 đến 300 em mỗi năm. Các lớp học bao gồm các lớp vỡ lòng Khmer đến lớp 4, bên cạnh đó, còn có các lớp kinh luận cho các chư tăng.
Ngày 15 tháng 12 năm 2004, chùa Sóc Lớn đã được UBND tỉnh Bình Phước xếp hạng là di tích lịch sử - văn hóa cấp tỉnh.

## Kiến trúc
Chùa Sóc Lớn cũng giống như các ngôi chùa Phật giáo Nam tông Khmer khác. Chùa được cấu thành bởi ba yếu tố chủ đạo: cảnh quan, quần thể kiến trúc và nghệ thuật tạo hình (tập trung chủ yếu ở ngôi Chánh điện).
Theo thế giới quan của Phật giáo Nam tông Khmer, Chánh điện là biểu tượng của ngọn Tudi, nơi Đức Phật cư ngụ, bên ngoài là thế giới của chư thần và các loài linh vật. Với quan niệm đó, nên chùa Khmer luôn được trang trí bằng hệ thống tượng thần và linh vật từ ngoài cổng đến Chánh điện, thể hiện theo từng cấp độ từ thấp đến cao. Mỗi biểu tượng đều được lý giải bằng những câu chuyện Phật thoại hay truyền thuyết tạo nên một màu sắc tâm linh bao quanh ngôi chùa. Chùa Sóc Lớn cũng được xây dựng theo đúng quan niệm đó, nên luôn thể hiện tính cân đối về cách bố trí cũng như kiến trúc mặc dù bị chiến tranh tàn phá, và phụ thuộc rất nhiều vào địa thế. Muốn vào khuôn viên chùa phải đi qua con đường rộng 4m xuyên qua những hộ dân cư.
Trong khuôn viên chùa, đi từ cổng vào bên phải là công viên cây xanh, bên trái là một dãy nhà 1 tầng dành cho các vị chư Tăng học, tầng trệt là phòng học vi tính và phòng hoạt động Phật sự khác. Đối diện với cổng là nền Chánh điện cũ, phía bên phải nền Chánh điện cũ là công trình chánh điện mới đang xây dựng. Phía bên trái chánh điện mới đang xây dựng là ngôi Giảng đường cũ, đi qua giảng đường cũ đến dãy nhà 1 tầng (Tăng xá), tầng trệt là phòng họp, thư viện và tầng 1 là nơi sinh hoạt của các vị chư Tăng. Đối diện với dãy nhà học của chư tăng là tháp Bồ đề. Bên phải tháp Bồ đề là ngôi Giảng đường mới và cũng là nơi sinh hoạt của các chư Tăng và cũng là nơi cúng tế của tín đồ, do Chánh điện đang xây dựng nên việc hành Tăng sự của chư Tăng và tổ chức các lễ lớn cũng được tổ chức ở đây. Chính giữa khuôn viên chùa là một lối hoa kiểng và Phật cảnh tạo nên một nét đẹp cổ kính và trang nghiêm của Phật giáo.
Chùa Sóc Lớn là một cụm kiến trúc bao gồm cổng, chánh điện, giảng đường, tháp Bồ Đề... được xây dựng trên địa hình bằng phẳng, rộng rãi với những đặc điểm sau:
Cổng chùa: Cổng chùa được đúc bằng xi măng với lối kiến trúc hiện đại. Trên  đỉnh cổng có khắc hình đức Phật đản sanh, phần tiếp giáp với mái được gia cố bởi tượng Kinnara (tượng nửa người nửa chim), đôi tay dang ra để chống đỡ mái hiên. Tượng Kinnara được người Khmer chọn làm biểu tượng cho sắc đẹp và sức mạnh, với ý niệm là sẽ chống trả được với thiên nhiên để che chở và bảo vệ con người. Ngoài ra, hàng rào bao quanh khuôn viên chùa được trang trí bởi câu truyện của khỉ Hanuman và 12 con giáp.
Chánh điện: Hiện đang xây mới, Chánh điện cũ do chiến tranh tàn phá chỉ còn phần móng. Đối với Phật giáo Nam tông Khmer ngôi Chánh điện là một trong những công trình quan trọng, kiến trúc quy mô, biểu hiện phong cách độc đáo với lối kiến trúc, nghệ thuật tạo hình truyền thống của dân tộc Khmer.

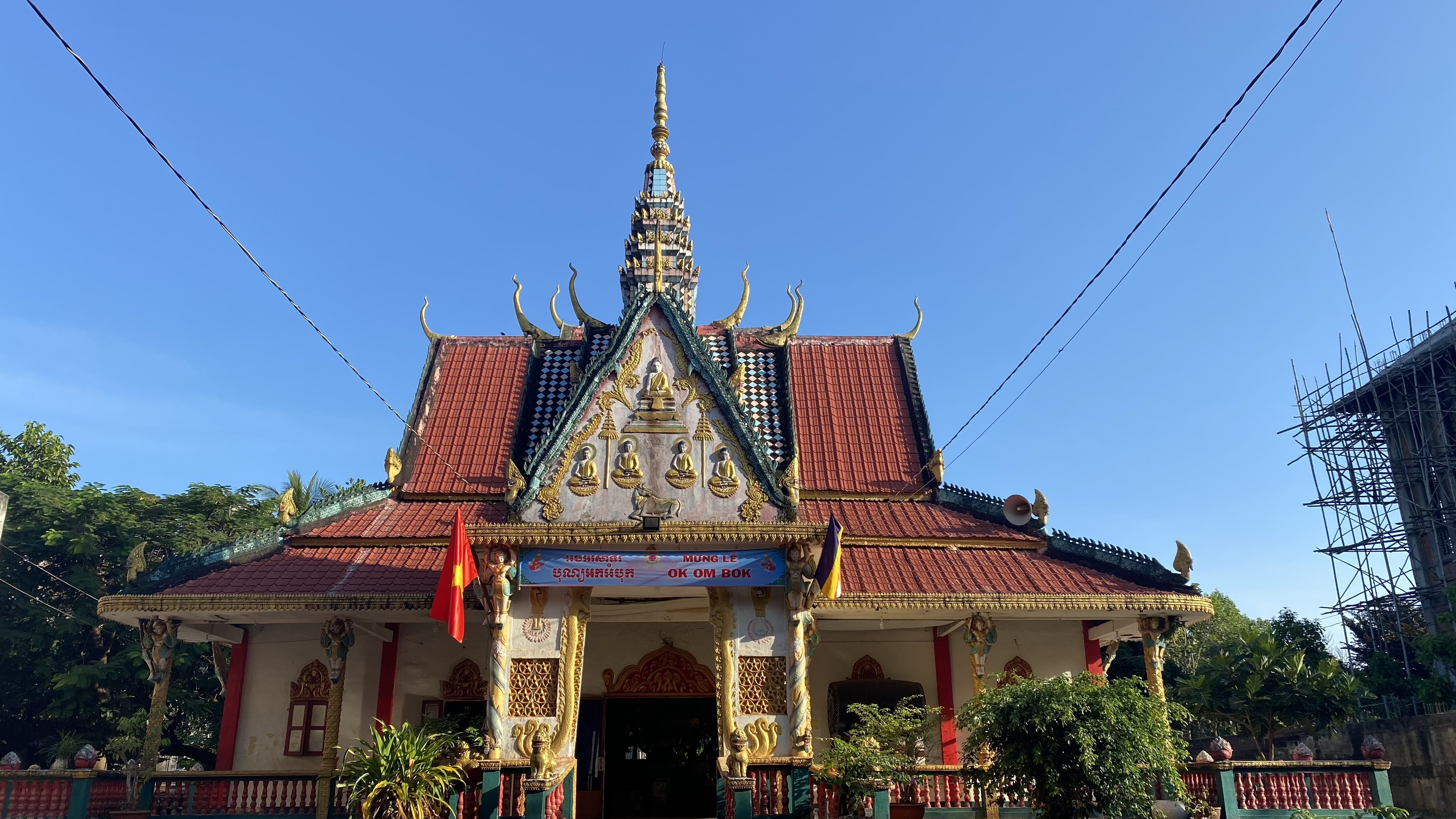
Ngôi Sala

Giảng đường (Sala): Gồm hai tầng, tầng trệt và nhà lễ, tầng trên là phòng khách tăng. Bên ngoài Sala là các tượng Gadura Lưu trữ ngày 30 tháng 11 năm 2020 tại Wayback Machine nâng đỡ cột mái, tượng trưng cho cái đẹp và sức mạnh đoàn kết của toàn dân tộc. Các cột đứng được đắp nổi hoa văn chư thiên - mang tính chất tôn nghiêm và mang ý nghĩa hộ trì. Các cột ngang lại được trang trí bằng những phù điêu đắp nổi thần Rahu - thần gió nuốt mặt trăng.
Trong Sala, ngoài bàn thờ kim thân đức Phật Thích Ca được đặt trang trọng ở vị trí trung tâm. Bên phải còn đặt bàn thờ của các vị Hòa thượng có công lớn đối với việc xây dựng và tôn tạo chùa. Bàn thờ của các vị cố Hòa thượng được sắp đặt theo vị trí từ cao đến thấp, từ trái qua phải. Với kết cấu trang trí phù điêu mang đậm bản sắc dân tộc Khmer. Sala khiến các tín đồ cảm nhận được sự trang nghiêm, tâm hồn nhẹ nhàng thanh tịnh khi có dịp diện kiến.

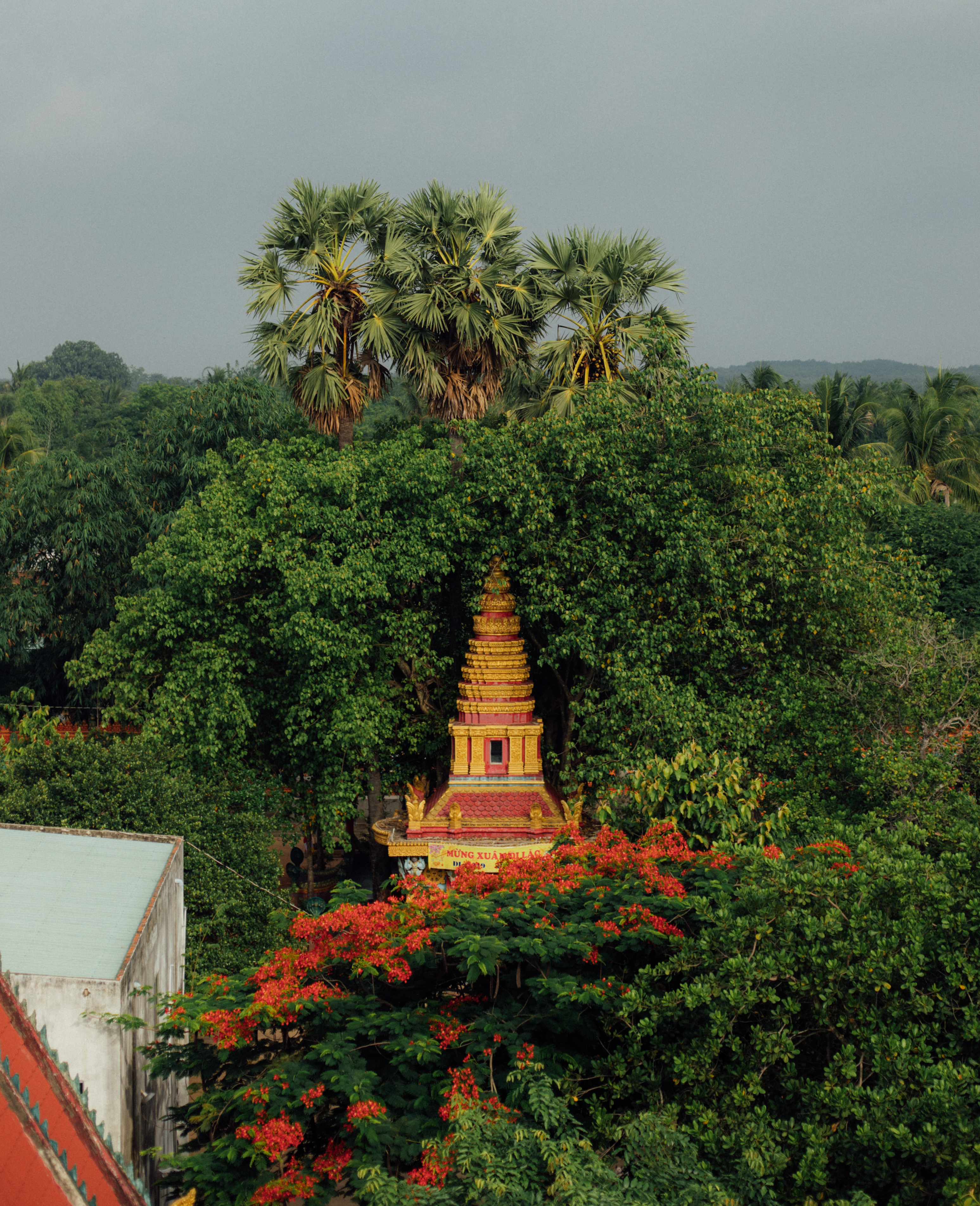
Tháp Bồ Đề

Tháp Bồ đề: Có diện tích nền nhỏ, bốn cạnh đều nhau. Kiến trúc của tháp theo hình chóp, càng lên cao càng nhỏ dần.Tháp có ba tầng biểu tượng cho Tam bảo và sự siêu thoát của con người. Biểu tượng thiên vương Phạm Thiên là mô phỏng hình đáng của đỉnh núi Xô-me, nơi vị thiên vương này ngự trị.
Ngoài những công trình kiến trúc mang tính chất truyền thống bắt buộc của chùa Khmer. Chùa Sóc Lớn còn trang trí thêm tượng đức Phật Thích Ca ngồi thiền dưới gốc Bồ đề, tượng Phật Thích Ca ban phước lành, các vị chư thiên làm cho cảnh quan của chùa thêm sinh động, hài hòa giữa kiến trúc và tự nhiên.
Trong suốt chiều dài lịch sử, đến nay chùa đã được xây dựng khang trang dưới sự hướng dẫn và trọng trách của mình, sư Thạch Nê và các vị phó trụ trì đã tổ chức sắp xếp lại chùa, thành lập Ban hộ tự và bầu ông Lâm Ben là trưởng Ban hộ tự, ngoài ra chứng minh Ban hộ tự có Ông Lâm Búp và Ông Lâm Mứt là già làng và Achar Lâm Roi, cùng đưa ra nhiều phương hướng hoạt động Phật sự như xây dựng, giáo dục và từ thiện.
Năm 2010 – 2015, Ngài trụ trì cùng với Ban hộ tự và tín đồ khởi công xây dựng và phát triển thêm nhiều công trình như sau: hoàn thành nhiều công trình cột đèn điện, bảo tháp đức Phật dưới 2 cây Bồ đề, đặc biệt là ngôi trường học cho chư Tăng và tín đồ Phật tử có nơi tu học và sinh hoạt Phật pháp. Năm 2013 khởi công xây dựng ngôi giảng đường lớn đến nay đã tương đối hoàn thành và đưa vào sử dụng. Năm 2015, với sự trợ duyên của tín đồ Phật tử, chư Tăng và Ban hộ tự làm lễ khởi công xây dựng Chánh điện mới. Bên cạnh đó, chư Tăng và tín đồ cũng xây dựng thêm cảnh quang xung quanh ngôi chùa để du khách đến tham quan, khu sinh hoạt văn hóa tâm linh của tín đồ gần xa khi đến chùa.

## Cơ cấu tổ chức
Cơ cấu quản lý chùa được gọi là Ban Tăng sự, bao gồm 01 Trưởng Ban tăng sự, giúp việc cho Trưởng ban là 01 Phó Ban tăng sự và 08 các sư phụ trách theo từng mảng, Ban Tăng sự được chia thành 08 mảng như sau: Mảng Văn phòng – Hành chính, Mảng Truyền thông – Kĩ thuật, Mảng Giáo dục, Mảng Văn hóa, Mảng Hoằng Pháp, Mảng hướng dẫn Phật tử, Mảng Ẩm thực – Môi trường, Mảng Từ thiện. Các sư phụ trách các mảng đều báo cáo, chịu trách nhiệm trước Trưởng Ban Tăng sự. Bên cạnh đó, chùa còn có Ban Hộ tự giúp chùa trong công tác Phật sự. Các mảng phối hợp với nhau trong việc lên kế hoạch thực hiện công tác Phật sự như tổ chức lễ, mở dạy lớp Khmer hè, tổ chức những chương trình thuyết pháp và vị sư phụ trách Mảng Giáo dục sẽ hoạch định, biên soạn chương trình dạy học tại chùa.
Hiện nay, Trụ trì tại chùa Sóc Lớn là Thượng tọa Thạch Nê, là Trưởng Ban Tăng sự tại chùa. Thượng tọa và các vị chư Tăng trong chùa rất quan tâm đến việc truyền dạy giáo lý, đạo đức, niềm tin và các giá trị tinh hoa của Phật giáo Nam tông cho chư Tăng, giới tử và tín đồ; Ngoài ra, còn tổ chức dạy tiếng Khmer, Pali để tiếp cận kinh, luật, luận tạng và giáo lý tinh hoa Phật giáo. Thượng tọa trụ trì còn phụ trách về giảng dạy (ngôn ngữ Pali, kinh, luật và luận tạng), chịu trách nhiệm chăm lo mọi việc trong chùa, duy trì kỷ luật và tu hành trong chùa.Tài liệu tham khảo
1. Thạch Nê, Luận văn Thạc sĩ, Phật giáo Nam tông Khmer ở Bình Phước hiện nay, 2020
2. Chùa Sóc Lớn, Lịch sử hình thành và phát triển, 2019

## Lễ hội
Chùa Sóc Lớn là nơi diễn ra các lễ hội lớn của người Khmer ở Bình Phước, gồm: 
- Tết Nguyên Đán: Mùng 4 Tết
- Lễ Magha Puja – Lễ Phật Định: 15/1 âm lịch
- Tết Chol Chnăm Thmây: 14 – 16/4 dương lịch
- Lễ Visakha Puja – Lễ Phật Đản: 15/4 âm lịch
- Lễ khai giảng lớp học chữ Khmer hè: 25/5 dương lịch
- Lễ Nhập Hạ: 15/6 âm lịch
- Lễ Dolta báo hiếu – Vu Lan Khmer: 15 – 30/8 âm lịch
- Lễ Mãn Hạ: 15/9 âm lịch
- Lễ dâng y Kathina: 20/9 âm lịch
- Lễ Oóc Om Bóc cúng trăng: 15/10 âm lịch.